# Théodore II de Montferrat
 Théodore II de Montferrat (italien Teodoro II del Monferrato) (né en 1364 – mort le 26 avril 1418) fut marquis de Montferrat de 1381 à  sa mort.

## Famille
Théodore est le 3e fils du marquis Jean II de Montferrat et de son épouse  Isabelle ou Élisabeth de Majorque. Il accède au marquisat après la mort de son frère Jean III de Montferrat tué lors d'un combat dans le royaume de Naples. Les  disparitions successives et prématurées de ses deux prédécesseurs en moins de trois ans plongent le marquisat de Montferrat dans une grave crise et affaiblissent son autorité dans la gestion des conflits de l'Italie contemporaine.

## Règne
Seigneur d'Asti et de Mondovi depuis 1378 mais mineur jusqu'en 1381 Théodore II a été confié à la protection de Gian Galeazzo Visconti de Milan. Il apparait rapidement que l'autorité du nouveau marquis est aussi faible que celles de ses deux frères. Il doit épouser par la volonté du duc de Milan Argentina Lunigiana (morte en 1387), fille de Leonardo Malaspina  marquis de la Lunigiana et céder la cité d'Asti à Gian Galeazzo. Après la mort de sa première épouse  Argentina, avec laquelle il n'a pas de postérité, Théodore II épouse en 1393, Jeanne de Bar (morte en 1402)  fille du duc  Robert Ier de Bar qui lui donne quatre enfants. 
À cette époque commence un conflit entre Théodore II et Amédée VIII, qui a également comme protagonistes le condottiere Facino Cane et les Visconti de Milan. Philippe Marie Visconti lui avait en fait promis son soutien en échange de l'aide qu'il avait reçu pour consolider son pouvoir sur le Milanais. En 1400 Theodore donne Borgo San Martino à Facino Cane en récompense de ses loyaux services. Veuf une nouvelle fois, Theodore II épouse le 17 février 1403 la fille d'Amédée de Piémont prince d'Achaïe, Marguerite de Savoie (morte en 1464) Cette union provoque immédiatement un regain de la  guerre avec Amédée VIII de Savoie qui considère qu'il s'agit de la confirmation d'une alliance hostile à l'État savoyard entre son cousin et ennemi et le marquis de Montferrat.
Théodore II et Facino réussissent à prendre possession de Gênes, où Theodore se fait nommer en 1409 capitaine général de la république de Gênes où il tente de gouverner par un compromis entre les factions. Theodore II conserve la cité jusqu'en 1413, malgré plusieurs expéditions militaires, cependant l'abandonner car il est dans l'incapacité de la gérer avec ses possessions piémontaises et lombardes. Il est remplacé par Philippe Marie Visconti et reçoit en  comme dédommagement une forte somme. Après la mort de Facino, Théodore II continue à combattre au Piémont contre les Visconti, avec lesquels il ne conclut un accord de paix qu'en 1417, un an avant sa mort.

## Postérité
De son union avec Jeanne de Bar naissent:
- Jean Jacques, son successeur ;
- Sibille (né à Casale en 1397 – Ivi 1401) ;
- Sophie, qui épouse le 19 janvier 1421 Jean Paléologue héritier de l'empereur byzantin Manuel II Paléologue et ensuite empereur sous le nom de Jean VIII. Ils divorcent en août 1426.